# 수오멘 시수
수오멘 시수(Suomen Sisu,  번역: 핀란드의 시수)는 핀란드의 극우 단체로, 스스로를 민족주의자와 애국자로 정의하며 무제한적 이민과 다문화주의를 비판한다. 수오멘 시수는 자주적으로 스스로를 통치하고 초국가적 협력, 특히 유럽 연합에 반대하는 독립 민족 국가의 아이디어를 지지한다고 선언한다. 수오멘 시수는 1998년 핀란드 문화 및 정체성 협회(Suomalaisuden Liitto)의 청년 조직으로 설립되었지만 2000년에 이 연관은 없어졌다. 조직은 어떤 정당에도 소속되어 있지 않지만, 구성원들은 개인으로서 여러 정당에 소속되어 있다.
협회는 2006년 봄, 웹사이트에 무함마드 만화를 게재하면서 인지도를 얻었다. Jari Vilén 의원은 경찰에 이 문제에 대한 조사를 요청했지만, 기소로 이어지지는 않았다. 마티 반하넨 핀란드 총리는 수오멘 시수가 "이슬람주의자들을 아첨하는 사람"으로 묘사한 만화를 게재한 것에 대해 공개적으로 사과했다.
핀란드 신문 Länsiväylä는 수오멘 시수를 "나치 정신이 강한" 단체로 묘사했다. 회장은 설명이 잘못되었다고 생각하여 핀란드 매스미디어 위원회에 항의를 제기했다. 위원회는 Länsiväylä가 단체 회장에게 그 문제와 관련한 서한을 게시할 기회를 주었으므로 추가 조치가 필요하지 않다고 판단했다. 수오멘 시수는 "툴레 협회"라는 그룹의 구성원에 의해 발견되었다. 수오멘 시수의 웹사이트는 알프레드 로젠베르크, 조지 링컨 록웰 및 데이비드 듀크의 책을 홍보했다.
수오멘 시수는 2011년 4월 17일 총선에서 핀란드 의회 의원으로 선출된 단체의 구성원 유시 할라아호, 올리 이모넨, 제임스 히르비사리 및 주호 어로라를 축하를 전했다.

## 참고 문헌
1. ↑  “Päätöstiivistelmä. 3853/IL/08” (핀란드어). Julkisen sanan neuvosto. 2008년 2월 11일. 2009년 7월 26일에 원본 문서에서 보존된 문서. 2009년 5월 21일에 확인함.
2. ↑  Koivulaakso, Dan & Brunila, Mikael & Andersson, Li (2012). 《Äärioikeisto Suomessa》. Into Kustannus. 76–79쪽. ISBN 978-952-264-180-9.
3. ↑  Koivulaakso & Brunila & Andersson 2012, s. 81.
4. ↑  “Archived copy”. 2011년 9월 27일에 원본 문서에서 보존된 문서. 2011년 7월 12일에 확인함.
5. ↑  “Olli Immonen – Esittely”. 2011년 7월 23일에 원본 문서에서 보존된 문서. 2011년 5월 11일에 확인함.